# Aeoliscoides longirostris
Aeoliscoides
Genre
Espèce
Aeoliscoides est un genre fossile de petits poissons osseux. Il appartient à la famille des Centriscidae, proches des poissons-rasoirs ou poissons-canifs actuels, et à l'ordre des Syngnathiformes.
Une seule espèce est rattachée au genre : Aeoliscoides longirostris, décrite par Henri-Marie Ducrotay de Blainville en 1818.

## Classification
Le genre Aeoliscoides est décrit par Jacques Blot (d) en 1980.
Il appartient à la famille des Centriscidae, proches des poissons-rasoirs ou poissons-canifs actuels, et à l'ordre des Syngnathiformes,.
L'espèce Aeoliscoides longirostris est décrite par Henri-Marie Ducrotay de Blainville en 1818.

## Découverte et datation
Les fossiles très bien préservés de Aeoliscoides longirostris ont été découverts sur le célèbre site paléontologique (Lagerstätte) du Monte Bolca sur la zone dite de « Pesciara », en Vénétie (Italie). Aeoliscoides a vécu dans les lagons tropicaux de l'océan Téthys, précurseur de la Méditerranée, au cours de l'Éocène inférieur (Yprésien), il y a environ entre 49 et 48,5 Ma (millions d'années),.
L'environnement péri-récifal tropical de l'Éocène du Monte Bolca est sous influence à la fois côtière et de mer ouverte. Dans cet environnement, les fossiles ont été préservés dans des sédiments calcaires laminés, déposés dans une dépression à faible énergie, sous un environnement anoxique.

## Description
C'est un petit poisson d'environ 5 centimètres de long. Son corps est mince, très comprimé latéralement, avec un ventre tranchant comme un rasoir. La tête est étroite avec de grands yeux et un museau se prolongeant, à son extrémité, par une petite bouche avec un mince bec en forme de tube. Sur le dos est implanté un aiguillon puissant qui pointe vers l'arrière en dépassant le corps de l'animal.
Aeoliscoides se rapproche des Centriscidae tropicaux d'aujourd'hui, et en particulier du genre actuel Aeoliscus, le « poisson-couteau strié » ou « poisson-rasoir strié ».
C'est l'un des nombreux genres de Syngnathiformes qui vivait dans l'environnement péri-récifal et peu profond de l’Éocène du Monte Bolca. Comme Aeoliscus aujourd'hui, ce devait être un poisson grégaire, se nourrissant de zooplancton, et nageant verticalement avec la tête vers le bas dans les herbiers marins ou les récifs.